# Luffar-Petter
Luffar-Petter (übersetzt: Peter, der Vagabund) ist eine schwedische Slapstickkomödie mit Greta Garbo in ihrer ersten Filmrolle. Sie spielt noch unter ihrem Geburtsnamen Greta Gustafsson. Der Film unter der Regie von Erik A. Petschler wurde am 26. Dezember 1922 in Stockholm uraufgeführt. Der Film ist nie kommerziell in Deutschland zur Aufführung gelangt und auch nicht im Fernsehen gezeigt worden.

## Handlung
Der Film hat keine Handlung im üblichen Sinne. Es ist eine Ansammlung einzelner Szenen, die im Stil von Mack Sennett wilde Verfolgungen, Badeschönheiten und krude Komödie miteinander verbinden. Der Film beginnt mit einer Szene, die die drei Töchter des Regimentsführers bei der Morgengymnastik zeigt. Eine der Töchter ist Greta. Die Mädchen machen viel Unsinn und ärgern ihre Lehrerin. In der nächsten Einstellung sind die Mädchen auf einem Boot und fahren auf eine Insel in den Schären, wo sie zelten wollen. Sie bauen recht umständlich ihr Zelt auf, hacken Holz und fangen einen Fisch.
In der Zwischenzeit ist Max August Petterson wegen einer unglücklichen Liebelei von der Armee desertiert. Er kommt auch auf die Insel und beobachtet die Mädchen aus dem Gebüsch. Es folgen noch einige andere Verwechslungen und am Ende spielen die Mädchen alle gemeinsam ein Kinderspiel.

## Hintergrund
Greta Garbo hatte früh den Wunsch, Schauspielerin zu werden. Um ihre Familie finanziell zu unterstützen, nahm sie jedoch zunächst eine Stellung als Verkäuferin in dem vornehmen Stockholmer Kaufhaus PUB an. Sie wirkte in einigen Werbefilmen des Hauses mit und war gelegentlich als Mannequin für Hüte und andere Modeaccessoires beschäftigt. Im Sommer 1922 kam der Regisseur Erik A. Petschler, der schwedische Mack Sennett wie ihn die Presse nannte, in Begleitung der damals bekannten Schauspielerinnen Tyra Ryman und Gucken Cederborg in die Hutabteilung von PUB. Greta Garbo, die damals noch Greta Gustafsson hieß, erkannte die beiden Schauspielerinnen und sprach sie auf eine Rolle in einem der Filme von Petschler an. Am Ende bekam sie die Telefonnummer des Regisseurs und rief ihn später am Tage noch persönlich an. Noch 1930, im Rahmen ihres letzten großen und persönlichen Interviews, das Garbo mit dem Reporter Ake Sundborg für die renommierte Filmzeitschrift Photoplay führte, gab die Schauspielerin an:

„Bis zum heutigen Tag denke ich, dass es das Kühnste war, was ich je getan habe.“

Petschler gab der jungen Frau nach einem persönlichen Treffen eine kleine Rolle als Badeschönheit in seiner neuen Produktion. Der Regisseur wollte zunächst mit dem Drehbeginn warten, bis Greta Garbo sich Urlaub nehmen konnte. Garbo war jedoch wild entschlossen, die Chance zu nutzen. Sie kündigte bei PUB und schrieb als Grund für das Ausscheiden:

„Eintritt ins Filmgeschäft.“

Der Film sollte bis Ninotschka die einzige Komödie von Greta Garbo bleiben und erst in ihrem letzten Film, Die Frau mit den zwei Gesichtern, trat sie wieder in einem Badeanzug auf. Kurz nach Beendigung der Dreharbeiten, die im Djürgarden und auf Dalarö sowie Norrtälje bei Stockholm stattfanden und am Ende nur 15.000 Schwedische Kronen kosteten, bestand Greta Garbo die Aufnahmeprüfung für das Königliche Dramatische Theater in Stockholm.

## Kritiken
Greta Garbo erhielt für ihren Auftritt ihre ersten Filmkritiken.
Das Magazin Swing schrieb unter einem Photo von Greta Gustafsson:

„[Der Film ] kann es vielleicht nicht mit ausländischen Vorbildern aufnehmen, was komische Situationen und technische Finesse angeht; aber obgleich amerikanische Badeschönheiten vielleicht schöner und zarter sind, haben unsere schwedischen mehr Frische und Charme […] Greta Gustafsson […] könnte durchaus ein schwedischer Filmstar werden. Der Grund – ihre angelsächsische Erscheinung.“

Ein anderes Magazin meinte doppelsinnig:

„Fräulein Gustafsson hatte das zweifelhafte Vergnügen, für Herrn Eric A. Petschler eine Badeschönheit zu spielen, darum haben wir keine Ahnung, wozu sie fähig ist. […] Wir hoffen, dass wir Gelegenheit haben, [sie] noch einmal zu erwähnen.“